# مجلس الأمة الكويتي 1975
مجلس الأمة الكويتي 1975 (الفصل التشربعي الرابع) من 11 فبراير 1975 حتى حل المجلس في 29 أغسطس 1976 أجريت  انتخابات المجلس في يوم الأثنين 27 يناير 1975 وترأس هذا المجلس خالد صالح الغنيم والذي تولى الرئاسة منذ 10 فبراير 1971
وفي 29 أغسطس 1976 صدر أمر أميري بحل المجلس وهي المرة الأولى التي يتم فيها حل مجلس الأمة الكويتي. وكان سبب حل مجلس الأمة -كما ذكر في الأمر الأميري:
1. استغلال الديمقراطية.
2. استغلال الدستور من أجل تحقيق مكاسب شخصية.
3. بذل الجهود من أجل الإعانة وإثارة الأحقاد وتضليل الناس.

ونص الأمر الأميري على بإيقاف العمل بأحكام المواد 56 فقرة 3 و107 و174 و181 من دستور الكويت الصادر في 11 نوفمبر 1962 وحل مجلس الأمة وجاء في مادته الثانية أنه يحل مجلس الأمة ويتولى الأمير ومجلس الوزراء الاختصاصات المخولة لمجلس الأمة بموجب الدستور. كما ينص المرسوم على تشكيل لجنة من ذوي الخبرة للنظر في تنقيح الدستور، وعلى هذه اللجنة أن تنتهي من عملها خلال ستة أشهر من تاريخ تشكيلها على أن ترفع لسمو الأمير مقترحاتها بعد موافقة مجلس الوزراء ويعرض على الناخبين مشروع تنقيح الدستور للاستفتاء عليه أو على مجلس الأمة المقبل لإقراره خلال مدة لا تزيد عن أربع سنوات من تاريخ إصدار هذا الأمر وتوقفت بعد ذالك الحياة البرلمانية في دولة الكويت لمدة 5 سنوات إلى سنة 1981 حيث عادت مجدداً في سنة 1981

## أهم المراسيم
افتتح الفصل التشريعي الرابع في 11 نوفمبر 1975، ولكنه لم يستمر، إذ عقدت آخر جلساته في 20 يونيو 1976 وبعدها تم حله، ومن الأسباب التي أدت إلى حل المجلس تقديم الحكومة لاستقالتها في 29 أغسطس 1976 وذلك لعدة أسباب منها:
1. تعطيل مشروعات القوانين التي تراكمت منذ مدة طويلة لدى المجلس.
2. ضياع الكثير من جلسات المجلس بدون فائدة.
3. التهجم والتجني على الوزراء والمسئولين دون وجه حق.
4. فقدان التعاون بين السلطتين.

ومن خلال الأمر الأميري الصادر في 29 أغسطس 1976 تم حل المجلس لعدة أسباب هي:
1. استغلال الديمقراطية.
2. استغلال الدستور من أجل تحقيق مكاسب شخصية.
3. بذل الجهود من أجل الإعانة وإثارة الأحقاد وتضليل الناس.

و في نفس يوم حل مجلس الأمة، وجه الشيخ صباح السالم الصباح كلمة إلى الشعب، وأصدر ثلاثة أوامر أميرية، وهي قبول استقالة الحكومة، وتكليف الشيخ جابر الأحمد الصباح لتشكيل الحكومة القادمة، وحل مجلس الأمة وتنقيح الدستور، وفيما يخص أمر حل المجلس هناك خمسة مواد:
1. يوقف العمل بأحكام المواد 56 فقرة 3، 107، 174، 181 من الدستور الصادر في 11 نوفمبر سنة 1962.
2. يحل مجلس الأمة، ويتولى الأمير ومجلس الوزراء الاختصاصات المخولة لمجلس الأمة بموجب الدستور.
3. تصدر القوانين بمراسيم أميرية ويجوز -عند الضرورة- إصدارها بأوامر أميرية.
4. يصدر مرسوم بتشكيل لجنة من ذوي الخبرة والرأي للنظر في تنقيح الدستور لتلافي العيوب التي أظهرها التطبيق العملي وتوفير الحكم الديمقراطي السليم والحفاظ على وحدة الوطن واستقراره، على أن يكون التنقيح متفقاً مع روح شريعتنا الإسلامية الغراء، مأخوذاً عن تقاليدنا العربية الأصيلة.
5. على لجنة تنقيح الدستور أن تنتهي من عملها خلال ستة أشهر من تاريخ تشكيلها وترفع إلينا مقترحاتها بعد موافقة مجلس الوزراء ويعرض على الناخبين مشروع تنقيح الدستور للاستفتاء عليه أو على مجلس الأمة المقبل لإقراره خلال مدة لا تزيد عن أربع سنوات من تاريخ إصدار هذا الأمر.

## الفائزون حسب الدوائر
الدائرة الأولى
- حبيب جوهر حيات
- إبراهيم علي خريبط
- عيسى عبد الله بهمن
- إسماعيل دشتي
- خالد التيلجي

الدائرة الثانية
- سالم خالد المرزوق
- أحمد عبد العزيز السعدون
- جاسم عبد العزيز القطامي
- جاسم الخرافي
- جاسم حمد الصقر

الدائرة الثالثة
- فلاح مبارك الحجرف
- خالد صالح الغنيم
- عبد الله فهد اللافي الشمري
- يوسف مجيم العنزي
- محمد ضيف الله القحص

الدائرة الرابعة
- فيصل بندر الدويش
- خالد المعصب
- عباس حبيب المسيلم
- ناصر مطلق الحمد الجعمي
- يوسف خالد المطيري

الدائرة الخامسة
- ناصر صنهات ساير العصيمي
- عبد الرزاق عبد الحميد الصانع
- بدر الجبري
- خالد مسعود الفهيد
- خلف هضيبان العتيبي

الدائرة السادسة
- عبد الرحمن العوضي
- عبد الله محمد النيباري
- محمد حبيب حسن بدر
- محمد أحمد الرشيد
- راشد عبد الله الفرحان

الدائرة السابعة
- عبد المطلب عبد الحسين الكاظمي
- جاسم القطان
- حسين مكي جمعة
- حسين محمد معرفي
- عبد الله يعقوب الوزان

الدائرة الثامنة
- جاسر الجاسر
- عبد العزيز فهد المساعيد
- أحمد محمد الخطيب
- علي عبد الله الحبشي
- سامي أحمد المنيس

الدائرة التاسعة
- سالم عبد الله الحماد
- جمعان محمد الحريتي
- راشد عوض الجويسري
- مرضي عبد الله الأذينة
- محمد وسمي السديران

الدائرة العاشرة
- خالد العجران
- سلطان سلمان العجمي
- سعد فلاح العجمي
- هادي الحويلة
- مريخان صقر العجمي